# Densitat potencial
|  | Per a altres significats, vegeu «densitat (desambiguació)». |

La densitat potencial és la densitat que tindria una porció d'aigua si es dugués adiabàticament (sense intercanvi de calor) i sense variacions de salinitat fins a la superfície, a la pressió d'una atmosfera. La temperatura, la salinitat i la pressió (profunditat) determinen la massa específica o densitat, in situ, de l'aigua de mar. Atès que els canvis de densitat amb el canvi de pressió, la densitat potencial d'una porció de fluid es conserva com la pressió que experimenta els canvis de paquets, sempre que no es barregi amb altres porcions o fluxos nets del calor que es produeix. El concepte s'utilitza en oceanografia i, en menor mesura, en ciències de l'atmosfera.
També es considera la densitat potencial la que adquiriria una massa d'aire sec en ésser portada adiabàticament i reversiblement a una determinada pressió de referència, generalment 0,1 MPa.